# Agata Pietrzyk
Agata Pietrzyk (ur. 21 lipca 1988) – polska zapaśniczka, srebrna i brązowa medalistka mistrzostw świata, brązowa medalistka mistrzostw Europy.
Dwukrotna medalistka mistrzostw świata w zapasach w stylu wolnym: brązowy medal z Tokio (2008) i srebrny z Herning (2009). W 2008 roku została brązową medalistką mistrzostw świata i mistrzynią Europy juniorów. Na mistrzostwach Europy zdobyła brązowy medal w 2010 roku.
W trakcie uprawiania zapasów dwukrotnie (w 2010 i 2012 roku) doznała zerwania więzadła w prawym kolanie. W kwietniu 2013 roku ogłosiła, że w obawie przed możliwymi następstwami potencjalnego kolejnego takiego urazu, zamierza zakończyć karierę sportową.
Na arenie międzynarodowej po raz ostatni wystąpiła w lutym 2012 roku. W tym samym roku także po raz ostatni wzięła udział w zawodach krajowych.